# Valtencir Ribeiro
Valtencir Ribeiro (Ponta Grossa, 16 de mayo de 1980) es un exfutbolista brasileño.

## Clubes
| Club                 | País      | Año       |
| -------------------- | --------- | --------- |
| Ponta Grossa         | Brasil    | 1999      |
| Paraná               | Brasil    | 1999-2000 |
| Malutrom             | Brasil    | 2000-2004 |
| Operario Ferroviário | Brasil    | 2004      |
| Xelajú               | Guatemala | 2005      |
| Operario Ferroviário | Brasil    | 2006      |
| Deportivo Xinabajul  | Guatemala | 2007-2008 |
| Sport Áncash         | Perú      | 2008      |
| Deportivo Xinabajul  | Guatemala | 2009-2010 |

## Palmarés
| Título            | Club      | País      | Año  |
| ----------------- | --------- | --------- | ---- |
| Copa de Guatemala | Xelajú    | Guatemala | 2005 |
| Torneo Clausura   | Xinabajul | Guatemala | 2007 |

### Distinciones individuales
| Distinción                                        | Año  |
| ------------------------------------------------- | ---- |
| Mejor Extranjero de la Liga Nacional de Guatemala | 2007 |